# 32-я кавалерийская дивизия
32-я кавалери́йская диви́зия — кавалерийское воинское соединение РККА до и во время Великой Отечественной войны. Сформирована в 1938 году. Участвовала в Польском походе, в походе в Бессарабию, в обороне Крыма. Расформирована в 1945 году.

## 1-е формирование
В июне 1938 32-я кавалерийская дивизия была образована путём переименования 1-й кавалерийской дивизии Червонного казачества 1-го кавалерийского корпуса Червонного казачества Украины. Дивизия входила в состав 4-го кавалерийского корпуса, образованного переименованием 1-го кавалерийского корпуса Червонного казачества Украины.
В сентябре-октябре 1939 года дивизия участвовала в Польском походе РККА на Западную Украину.
В июне-июле 1940 года дивизия участвовала в походе в Бессарабию.
После похода дивизия возвратилась в Киевский Особый военный округ (ОВО) с дислокацией в июле в городе Изяслав.
В мае 1941 32-я кд вышла из состава 5-го кавалерийского корпуса Киевского ОВО и убыла в 9-й отдельный стрелковый корпус в Одесский ВО в Крым.
Дислокация управления дивизии:
- город Проскуров Каменец-Подольской области УССР, (11.10.1939 — …), Киевский ОВО.
- 9-я армия Южного фронта, (20.06 — 9.07.1940).
- село Абаклия в южной Бессарабии, Одесский ВО, (9.07.1940).
- город Изяслав Каменец-Подольской области УССР, КиевОВО, (с 15.07.1940 -..).
- город Симферополь в Крыму, Одесский ВО, (май — июль 1941).

## Полное название
- 32-я отдельная кавалерийская дивизия (июнь 1938—1941);
- 32-я кавалерийская Смоленская Краснознамённая, ордена Суворова дивизия

## Подчинение
- 4-й кавалерийский корпус Киевского военного округа (июнь — 26.07.1938)
- 4-й кавалерийский корпус Кавалерийской армейской группы Киевского Особого военного округа (26.07 — 21.09.1938);
- 4-й кавалерийский корпус Винницкой армейской группы Киевского Особого военного округа (21.09 — октябрь 1938);
- 4-й кавалерийский корпус Кавалерийской армейской группы Киевского Особого военного округа (октябрь 1938 — 16.09.1939);
- 4-й кавалерийский корпус Каменец-Подольской армейской группы Украинского фронта (16.09 — 11.10.1939);
- 4-й кавалерийский корпус Южной армейской группы Украинского фронта (16.09 — …1939);
- 4-й кавалерийский корпус 12-й армии Украинского фронта (…09 — 28.09.1939);
- 4-й кавалерийский корпус Кавалерийской армейской группы Киевского ОВО (28.09 — 11.10.1939);
- 5-й кавалерийский корпус Кавалерийской армейской группы Киевского ОВО (11.10.1939 — 20.06.1940) с дислокацией в г. Проскуров.
- 5-й кавалерийский корпус 9-й армии Южного фронта (20.06 — 10.07.1940)
- 5-й кавалерийский корпус Кавалерийской армейской группы Киевского ОВО (15.07.1940 — май 1941);
- 9-й отдельный стрелковый корпус, Одесский военный округ (Крымская АССР РСФСР), (с мая — … 1941).

## Командование
Командиры дивизии:
- Щербаков, Иван Иванович, комбриг (на 05.40 г.)[1].
- Бацкалевич, Александр Иванович, полковник (10.10.40—5.08.41)[1].
- Москаленко, Алексей Прокофьевич, полковник (6.08.41—??.10.41)[1].
- Сидельников, Андрей Никанорович, генерал-майор (??.10.41—25.11.41)
- Ковалёв, Григорий Андреевич, полковник (25.11.41—(3.05.42).
- Москаленко, Алексей Прокофьевич, полковник (3.05.42—7.09.42).
- Чудесов, Александр Фёдорович, полковник (7.09.42—29.04.43).
- Малюков, Григорий Фёдорович, полковник (29.04.43—12.09.43).
- Калюжный, Иван Прокофьевич, генерал-майор (12.09.43—17.08.45).

Военный комиссар, заместитель командира дивизии по политической части:
- Гензик, Михаил Константинович, бригадный комиссар (4.11.38—26.11.41)[1].

Помощники командира дивизии:
- Блинов, Филипп Акимович, майор (.04.1938 — .07.1939)[2]
- Ковалёв, Григорий Андреевич, полковник (10.39—10.40)[1].
- Лунёв, Иван Федотович, полковник (11.40—04.41)[1].
  - 65-й кавалерийский полк
  - Командир полка майор Царёв Фёдор Михайлович (10.1938-3.1941)
    - 86-й кавалерийский полк
- Командиры полка: подполковник Анатолий Иванович Белогорский (на 1940 г.), подполковник Андрей Михайлович Шевченко (3.04.41—…)[1].
  -     - 121-й кавалерийский полк
- Командир полка майор Дмитрий Николаевич Павлов (5.05.40—…)[1].
  -     - 153-й кавалерийский полк (до 1.09.41)

Командир полка подполковник Михаил Александрович Кузьмин (3.04.41—…).
- -     - 18-й танковый полк (до 20.07.41)
- Командиры полка: полковник Василий Иудович Полозков (1938—20.07.40), майор Александр Александрович Неустроев (с 20.07.40 г.)[1].
- Военный комиссар — батальонный комиссар Иван Алексеевич Подпоринов (до 25.04.39 г.)[1].

## Состав
На 1939—1940:
- управление дивизии
- 65-й кавалерийский полк
- 86-й кавалерийский полк
- 121-й кавалерийский полк
- 153-й кавалерийский полк (до 1.09.41)
- 18-й танковый полк (до 20.07.41)
- 34-й конно-артиллерийский дивизион
- 40-й конно-артиллерийский дивизион
- 40-й артиллерийский парк
- 27-й сапёрный эскадрон (до 20.07.41)
- 4-й отдельный эскадрон связи
- 25-й медико-санитарный эскадрон
- 32-й отдельный эскадрон химической защиты
- 27-й продовольственный транспорт
- 260-й дивизионный ветеринарный лазарет
- 680-я полевая почтовая станция
- 582-я полевая касса Госбанка

На 1942:
- управление дивизии
- 65-й кавалерийский полк
- 86-й кавалерийский полк
- 121-й кавалерийский полк
- 197-й кавалерийский (с 1.06.42)

На 1943—1945:
- управление дивизии
- 65-й кавалерийский полк
- 86-й кавалерийский полк
- 121-й кавалерийский полк
- 197-й кавалерийский полк
- 207-й танковый полк (с 17.08.43)
- 6-й отдельный сапёрный эскадрон (с 20.03.43)
- 1679-й артиллерийско-миномётный полк (34 и 40 конно-артиллерийский дивизион)
- 534-й отдельный дивизион ПВО (78-й отдельный зенитно-артиллерийский дивизион, зенитная батарея)
- 40-й артиллерийский парк
- 4-й отдельный эскадрон связи
- 25-й отдельный медико-санитарный эскадрон
- 32-й отдельный эскадрон химической защиты
- 27-й продовольственный транспорт
- 260-й дивизионный ветеринарный лазарет
- 680-я полевая почтовая станция
- 582-я полевая касса Государственного банка

## Боевая деятельность

### 1938 год
В июне 32-я кавалерийская дивизия образована переименованием 1-й кавалерийской дивизии Червонного казачества 1-го кавалерийского корпуса Червонного казачества Украины.
Дивизия входила в состав 4-го кавалерийского корпуса, образованного переименованием 1-го кавалерийского корпуса Червонного казачества Украины. Корпус входил в Кавалерийскую армейскую группу Киевского Особого военного округа.
Состав дивизии: 65-й, 86-й, 121-й, 153-й кавалерийские полки, 18-й танковый полк. Управление дивизии в г. Проскуров.
Военный комиссар дивизии бригадный комиссар М. К. Гензик (4.11.38—26.11.41).
В сентябре, когда над Чехословакией нависла опасность, Советский Союз совместно с Францией собирался оказать ей помощь, как это предусматривалось договором о дружбе и сотрудничестве. Штаб КиевОВО 21 сентября получил директиву народного комиссара обороны К. Е. Ворошилова привести в боевую готовность Винницкую армейскую группу и вывести её к государственной границе СССР. На территории Каменец-Подольской и Винницкой областей выдвигались к границе 4-й кавалерийский корпус (9-я, 32-я и 34-я кавалерийские дивизии), 25-й танковый корпус и 17-й стрелковый корпус, две отдельные танковые бригады, семь авиационных полков (три полка истребительной и четыре полка бомбардировочной авиации). Подготовку к действиям предлагалось осуществить в течение двух суток и завершить 23 сентября.

### 1939 год
1 сентября началась германо-польская война.
С 17 сентября по октябрь 1939 дивизия участвовала в Польском походе РККА.
11 октября 1939 года дивизия передана из 4-го в 5-й кавкорпус. Дислокация и состав дивизии остались прежними,

### 1940 год
Командир дивизии комбриг И. И. Щербаков. Помощник командира дивизии полковник Г. А. Ковалёв.
Дивизия приняла участие в походе в Бессарабию.
10 июня в 11.20-11.30 начальник Генштаба РККА направил командующим войсками КОВО совершенно секретную директиву и № ОУ/584 о сосредоточении походным порядком в новые районы соединений и частей. 32-й кавалерийской дивизия было приказано прибыть к утру 15 июня в Гвозьдец; марши совершать с мерами маскировки, используя главным образом ночь.
20 июня управление 5-го кавалерийского корпуса, 9-я кд и 32-я кавалерийская дивизия, 4-я и 14-я танковые бригады начали сосредоточение в районе Карманово, Павловка, Кассель; полное развёртывание корпуса в этом районе завершилось 27 июня.
23 июня командующий войсками Южного фронта доложил наркому обороны: «В 9-й армии: …Управление 5-го кк сосредоточилось. На 21.6 разгрузилось 15 эшелонов 9-й кд и 19 — 32-й кд. 5-й кк закончит сосредоточение 24.6. <…> Надо считать, что к исходу 24.6 из тринадцати стрелковых дивизий — одиннадцать будет на месте. Кавалерия сосредоточится».
27 июня в 14:00 войска Южного фронта начали операцию по занятию территории Северной Буковины и Бессарабии.
29 июня к 04:00 завершилось наведение понтонного моста через Цареградское гирло Днестровского лимана для соединений и частей 55-го ск.
В 05:10 штаб 9-й армии для выполнения директивы командования фронта издал боевой приказ № 3: «9-я армия 29.6 подвижными частями выходит на рубеж Пырлица, Ганчешты, Дезгинже. 5-й кк подвижными танковыми частями к исходу 29.6 выйти на рубеж Кагул, Болград; главными силами 9-й кд — Лейпциг, 32-я кд — Тарутино, Березина. Распоряжением нач. ВВС фронта к 10.00 29.6 будет выброшен парашютный десант 201-й адбр в районе г. Болград с задачей — занять район Болград».
С 05:30 32-я кд через Днестр переправлялась у Красногорки.
Утром войска 5-го кк завершили переправу. Войска Южного фронта возобновили продвижение вперёд.
До 14:30 в 10 км севернее Болграда завершилась выброска десанта 204-й авиадесантной бригады.
К исходу дня 29 июня 5-й кавкорпус (без танковых полков кавдивизий) своими главными силами достиг района Петровка, Стурдзяны. В районе Манзырь части 32-й кавдивизии задержали группу румынских военнослужащих на 40 подводах, у которых было изъято 14 200 леев, 86 винтовок, 4 пистолета, 117 штыков, 5 тыс. патронов и различные продукты, а также сейф с секретными документами. Танковые полки 9-й и 32-й кавдивизий достигли Чимишлии и Романова (см. Бессарабка). В связи с высадкой 204-й авиадесантной бригады в районе Болграда корпусу было приказано не продвигаться далее линии Чимишлия-Комрат-Романово, а 14-я тяжёлая танковая бригада вернулась на восточный берег Днестра и сосредоточилась в Парканах.
30 июня в 00:15 начальник Генштаба Маршал Советского Союза Б. М. Шапошников сообщил находящемуся в г. Тирасполе народному комиссару обороны СССР Маршалу Советского Союза С. К. Тимошенко и командующему войсками Южного фронта генералу армии Г. К. Жукову о продлении срока эвакуации румынских войск до 14:00 3 июля. На основании полученной информации Военный совет Южного фронта издал директиву № 00151, в которой было сказано, что армии фронта, продолжая выдвижение к новой границе, к исходу 29.6 заняли северную Буковину и заканчивают занятие Бессарабии. Далее приказывалось: «9-й армии передовыми частями 35-го ск к исходу 30.6 занять и закрепиться по р. Прут на участке (иск.) с. Скулени, с. Цыганка, имея основные силы 15-й мд в с. Пырлица, 95-й сд в с. Ганчешты. 5-му кк 30.6 сосредоточиться в районе Чимишлия, Комрат, Романово. 204-й адбр, имея основные силы в Болград, занять и удерживать Кагул и Рени, сильными отрядами до 300 чел. каждый. 55-й ск, занимая 25-й сд район Колония Старая Сарата, Аккерман, один сп 74-й сд на автомашинах выбросить к исходу 30.6 в район Измаил, обеспечивая госграницу по линии р. Дунай, остальными силами дивизии форсированным маршем выйти в район, указанный в приказе 00150. Штабу 55-го ск 30.6 перейти в Колония Старая Сарата. Разъяснить всему личному составу, что Советское правительство разрешило румынской армии производить эвакуацию до 14.00 3.7.40 г., поэтому все вопросы решать только мирным путём, допуская где нужно возможность нормального отхода. При отходе румынских частей не допускать производства румынскими солдатами грабежей, увода скота, подвижного состава и подвод, взятых у местного населения Бессарабии и Буковины, для чего выделить на переправы через р. Прут: от 9-й армии в с. Леушени танковый батальон с десантом; в г. Кагул один танковый полк от кавдивизии, в м. Рени танковый батальон с десантом пехоты; на переправу через р. Дунай в г. Измаил — один танковый полк от кавдивизии. Танковым полкам и батальонам выступить на указанные переправы в 5.00 30.6.1940 г.»
В 05:00 моторизованные отряды 9-й армии выступили на переправы через р. Прут: в г. Кагул 30-й танковый полк от 9-й кд 5-го кк, в м. Рени танковый батальон с десантом пехоты; на переправу через р. Дунай в г. Измаил — 18-й танковый полк от 32-й кд 5-го кк. На 21:00 эти части совершали марш на переправы через Прут.
К 15:00 главные силы 5-го кавкорпуса заняли район Романово — Чимишлия.
К 18.00 г. Измаил был занят 201-й адбр.
К 22:00 к г. Измаил подошли передовой отряд 25-й сд и танковый эскадрон 18-го танкового полка 32-й кавдивизии 5-го кавкорпуса, которые также были использованы для усиления охраны города и границы. В город прибыли представители Одесского областного комитета ВКП(б), которые занялись организацией местного городского управления.
3 июля освободительный поход в Бессарабию был завершён. В 14:00 советско-румынская граница была закрыта. Таким образом, войска Южного фронта выполнили поставленную перед ними задачу. Главные силы приступили к изучению новых дислокации и плановой боевой и политической подготовке в занимаемых ими районах.
В ознаменование возвращения Бессарабии в состав СССР войска Южного фронта провели парады. В параде в Романово участвовала 32-я кавдивизия (без 18-го танкового полка). На этот момент в ней насчитывается личного состава — 3520, лошадей — 3567, орудий — 46, бронемашин — 9, пулемётных тачанок — 52, автомашин — 18, самолётов — 3). 5-й кавалерийский корпус (9-я и 32-я кавдивизии, без танковых полков дивизий) находился в районе населённых пунктов Чимишлия — Романово. 32-я кавдивизия (в составе 65-го, 86-го, 121-го и 153-го кавполков) заняла Абаклию, а 18-й танковый полк дивизии был поэскадронно расположен в Болграде, Рени и Измаиле. После отвода за реку Прут последних румынских частей румыны привели в непроезжее состояние железнодорожный мост и заминировали мост для колёсного транспорта у Фэлчиу. К исходу дня эскадроны 136-го кавполка были развёрнуты по реке Прут от м. Леово до Кинии, южнее от с. Готешт до г. Кагула вдоль реки развернулись эскадроны 86-го кавполка 32-й кавдивизии.
В связи с окончанием Бессарабского похода 5 июля войска Южного фронта были приведены в состояние постоянной боевой готовности мирного времени.
- - Управление 5-го кавкорпуса находилось в Чимишлии, корпусные части в Романово.
    - 32-я кд (65, 86, 121, 153, 197-й кп, 18-й тп) в Абаклии.
- Южнее 9-й кд от с. Готешт до г. Кагула вдоль реки Прут границу охраняли эскадроны 86-го кавполка 32-й кавдивизии.
- 18-й танковый полк дивизии был поэскадронно расположен в Болграде, Рени и Измаиле.

6 июля стрелковые полки 25-й стрелковой дивизии, находившиеся в г. Болград, м. Рени и г. Измаил, сменили на охране границы танковые эскадроны 18-го танкового полка 32-й кавдивизии и подразделения 201-й и 204-й авиадесантных бригад.
7 июля 18-й танковый полк переброшен в Абаклию, место дислокации основных частей 32-й кавдивизии.
8 июля часть войск Южного фронта начала выдвижение к новым местам постоянной дислокации.
9 июля было расформировано управление Южного фронта.
32-я кавдивизия (четыре кавполка и 18-й танковый полк) из Абаклии в железнодорожных эшелонах выдвинулась к месту постоянной дислокации в КиевОВО в г. Славута, передислокация завершена 15 июля.
На 27 октября 1940 года дивизия имела:
- 6594 человека личного состава, в том числе — 628 начальствующего, 1140 младшего начальствующего, 4826 рядового состава;
- 6301 лошадь, в том числе — 4724 строевых, 1102 артиллерийских, 475 обозных;
- 218 автомашин, в том числе — 11 легковых, 101 грузовую, 106 специальных;
- 14 мотоциклов;
- 17 тракторов;
- 6421 винтовок и карабинов;
- 1852 револьверов и пистолетов;
- 140 ручных пулемётов;
- 64 станковых пулемёта;
- 21 зенитный пулемёт;
- 58 шт. — 45-мм противотанковых пушек (включая танковые), 23 шт. — 76-мм пушки, 8 шт. — 122-мм гаубиц, 8 шт. — 203-мм гаубиц;
- 34 быстроходных лёгких танка БТ-2 (см. БТ-7);
- 17 бронеавтомобилей;
- 68 радиостанций;
- 41 кухню.

### 1941 год
По директиве начальника Генерального штаба РККА генерала армии Г. К. Жукова от 13 мая 1941 дивизия вышла из состава 5-го кавкорпуса и убыла в Крым, в состав 9-го особого стрелкового корпуса Одесского военного округа. 9-й особый стрелковый корпус выполнял задачу по охране Черноморского побережья Крымского полуострова от возможных морских и воздушных десантов противника. Он входил в состав сухопутных войск Крыма, в которых числились также тыловые части Одесского военного округа и местные органы военного управления, Симферопольское интендантское военное училище и Качинское училище ВВС. Управление корпуса и корпусные части дислоцировались в г. Симферополь Крымской АССР РСФСР. Корпусом командовал генерал-лейтенант П. И. Батов назначенный 20 июня 1941 года, должность начальника штаба корпуса занимал полковник Н. П. Баримов. Кроме 32-й кавдивизии (командир — полковник А. И. Бацкалевич), в корпус входили также 106-я стрелковая дивизия (командир — полковник А. Н. Первушин) и 156-я стрелковая дивизия (командир — генерал-майор П. В. Черняев).
На начало Великой Отечественной войны (22 июня 1941) управление дивизии находилось в городе Джанкой Крымской АССР.
Ниже приведён состав частей и подразделений дивизии (вместе с изменениями состава в ходе войны):
- 65-й кавалерийский Краснознамённый[7] полк;
- 86-й кавалерийский Лидский[8] Краснознамённый[7] ордена Суворова[9] полк;
- 121-й кавалерийский Краснознамённый[7] полк;
- 153-й кавалерийский полк (до 1 сентября 1941 года);
- 197-й кавалерийский полк (с 1 июня 1942 года);
- 18-й танковый полк (до 20 июля 1941 года);
- 207-й танковый Краснознамённый[7] полк (с 17 августа 1943 года);
- 1679 артиллерийско-миномётный Краснознамённый[7] полк (34-й и 40-й конно-артиллерийские дивизионы);
- 534-й отдельный дивизион ПВО (78-й отдельный зенитный артиллерийский дивизион, зенитная батарея);
- 40-й артиллерийский парк;
- 27-й сапёрный эскадрон (до 20 июля 1941 года);
- 6-й сапёрный эскадрон (с 20 марта 1943 года);
- 4-й отдельный эскадрон связи;
- 25-й медико-санитарный эскадрон;
- 32-й отдельный эскадрон химической защиты;
- 27-й продовольственный транспорт;
- 260 дивизионный ветеринарный лазарет;
- 680-й полевая почтовая станция;
- 582-я полевая касса Государственного банка СССР;

Штаты кавалерийской дивизии на 22 июня 1941 г. включают: личного состава 9240 чел.; лошадей 7625 голов; автомобили …; тягачи …;
мотоциклы …:
- управление дивизии:
  - штаб дивизии — 1;
  - политический отдел — 1;
  - тыл — 1;
- корпусные части:
  - конно-артиллерийский дивизион — 1 (122-мм гаубицы — 8 шт.; 76-мм дивизионные пушки УСВ — 8 шт.);
  - зенитно-артиллерийский дивизион — 1 (76,2-мм зенитные орудия — 8 шт.; счетверённые 7,62-мм зенитные установки «максим» — 6 шт.);
  - сапёрный эскадрон — 1;
  - эскадрон связи — 1;
  - дегазационный эскадрон — 1;
  - эскадрон связи — 1.

кавалерийские полки — 4;
В каждом кавполку по штату: личного состава 1369 чел., лошадей 1588 голов. В состав входят:
- управление полка — 1;
- сабельные эскадроны — 4;
- пулемётный эскадрон — 1 (станковые пулемёты — 16 шт.);
- конно-артиллерийская батарея — 1 (76,2-мм полковые пушки — 4 шт.);
- противотанковая артиллерийская батарея — 1 (45-мм противотанковые орудия — 4 шт.);
- миномётная батарея — 1 (82-мм миномёты — 4 шт);
- зенитно-артиллерийская батарея — 1 (37-мм зенитные орудия — 3 шт.; счетверённые 7,62-мм зенитные установки «максим» — 3 шт.);

танковый полк — 1;
В танковом полку по штату: личного состава … чел.:
- управление полка — 1;
- танковые эскадроны — 4;

(быстроходные лёгкие танки БТ-7 (БТ-2, БТ-5) — 64 шт.; средние бронеавтомобили БА-10 — 8 шт.; лёгкие бронеавтомобили БА-20 — 10 шт.)
В июне танковый полк кавдивизии состоял их четырёх танковых эскадронов, броневого эскадрона, а всего имелось 16 БТ-2, 42 БТ-5 и некое количество бронеавтомобилей.
К вечеру 22 июня 32-я кд по приказу командующего Сухопутными войсками Крыма генерала П. И. Батова занималась вопросами укрепления обороны Крыма. С началом войны Ставка Главного Командования поставила перед сухопутными войсками Крыма задачу на противодесантную оборону побережья.
25 июня 32-я кавдивизия в составе 9-го особого стрелкового корпуса была включена в состав Южного фронта. Корпус находился на охране Черноморского побережья Крыма.
В середине июля 32-я кавдивизия переводится в состав Западного фронта, в Белоруссию. По некоторым данным полк выгрузился на станции Василевичи (между Мозырем и Речицей), по другим данным на станции Рабкор (ж/д ветка Старушки-Бобруйск).
20 июля 18-й танковый полк дивизии передаётся 232-й стрелковой дивизии.

## Сроки нахождения в составе действующей армии
В составе действующей армии 32-я кавдивизия находилась:
- с 22.06.1941 по 09.05.1943;
- с 14.08.1943 по 31.08.1943;
- с 09.09.1943 по 03.02.1944;
- с 27.02.1944 по 04.06.1944;
- с 12.06.1944 по 09.05.1945.

## Награды и наименования
| Награда (наименование)           | Дата награждения      | За что награждена |
| -------------------------------- | --------------------- | --- |
| Почетное наименование Смоленская | 25 сентября 1943 года | присвоено приказом Верховного Главнокомандующего за отличие в боях при освобождении города Смоленск — важнейшего стратегического узла обороны немцев на Западном направлении                                                  |
| Орден Красного Знамени           | 25 июля 1944 года     | награждена указом Президиума Верховного Совета СССР от 25 июля 1944 года за образцовое выполнение заданий командования в боях с немецкими захватчиками, за овладение городом Лида и проявленные при этом доблесть и мужество. |
| Орден Суворова II степени        | 5 апреля 1945 года    | награждена указом Президиума Верховного Совета СССР за образцовое выполнение заданий командования в боях с немецкими захватчиками при овладении городами Хойнице и Тухоля и проявленные при этом доблесть и мужество.         |

Награды частей дивизии:
- 65-й кавалерийский Краснознамённый[13] полк
- 86-й кавалерийский Лидский[8] Краснознамённый[13] ордена Суворова[14] полк
- 121-й кавалерийский Краснознамённый[13] ордена Кутузова[14] полк
- 207-й отдельный танковый Краснознамённый[13] полк
- 1679-й артиллерийско-миномётный Краснознамённый[13] полк

## Отличившиеся воины
- Болгарин, Сергей Иванович, ефрейтор, наводчик станкового пулемёта 86-го кавалерийского полка.
- Герман, Александр Миронович, лейтенант, командир взвода 121-го кавалерийского полка.
- Матвеев, Геннадий Алексеевич, младший сержант, командир пулемётного расчёта 65 кавалерийского полка.[15]
- Нарган, Михаил Николаевич, сержант, наводчик орудия 121-го кавалерийского полка.

## Послевоенная история
Дивизия расформирована летом 1945 года в г. Люблин, Польша (Северная группа войск).